# László Sólyom
 (octobre 2023).
Si vous disposez d'ouvrages ou d'articles de référence ou si vous connaissez des sites web de qualité traitant du thème abordé ici, merci de compléter l'article en donnant les références utiles à sa vérifiabilité et en les liant à la section « Notes et références ».
Dans le nom hongrois Sólyom László, le nom de famille précède le prénom, mais cet article utilise l’ordre habituel en français László Sólyom, où le prénom précède le nom.
László Sólyom (prononcé [ˈlaːsloː], [ˈʃoːjom]), né le 3 janvier 1942 à Pécs et mort le 8 octobre 2023, est un juriste et homme d'État hongrois, président de la République du 5 août 2005 au 5 août 2010. Il a été auparavant le premier président de la Cour constitutionnelle entre 1990 et 1998.

## Biographie
László Sólyom est originaire de la ville de Pécs, située dans le sud de la Hongrie. Diplômé en droit de l'université de Pécs en 1965, il est professeur au sein de plusieurs universités et instituts comme l'université Loránd Eötvös, dont il intègre le département de droit civil en 1983, ou l'université catholique Péter Pázmány de Budapest en 1996. Il a également enseigné à Iéna, en Allemagne, pendant trois ans.
Il entame une carrière politique à la fin des années 1980, lorsqu'il cofonde, avec d'autres juristes, le Cercle du Danube (Duna Kör), un cercle de réflexion consacré à l'étude et à la défense du droit. Fin connaisseur des questions liées au droit de l'environnement et à sa préservation, Sólyom est attentif à la construction du barrage de Gabčíkovo-Nagymaros, qui aurait endommagé l'habitat sur toute une partie nord du Danube selon le Cercle du Danube. 
En 1987, László Sólyom participe à la fondation du Forum démocrate hongrois, qu'il représente à la réunion de l'opposition: un événement majeur qui allait favoriser la transition démocratique en Hongrie. Membre du comité exécutif du parti, il décide néanmoins de le quitter en 1989 pour siéger au sein de la nouvelle Cour constitutionnelle.
Six mois après avoir été nommé juge, le 1er juillet 1990, il est désigné président de cette institution et devient le premier juriste appelé à diriger ses travaux. Sous sa présidence, la Cour constitutionnelle s'est imposée comme une institution au rôle déterminant pour l'établissement de la démocratie parlementaire en Hongrie. Il contribue à l'abolition de la peine de mort, à la protection des droits d'information, à la défense de la liberté d'opinion et à l'inscription, dans la Constitution, d'un pacte de partenariat pour les couples homosexuels, ce dernier cas valant une reconnaissance internationale de la plus haute juridiction hongroise.
Au terme de son mandat à la tête de la Cour constitutionnelle, en novembre 1998, il poursuit sa carrière universitaire et travaille, à partir de 2000, pour le compte de plusieurs organisations non gouvernementales dont Védegylet, qu'il fonde et dirige. En 1999, il est fait docteur honoris causa de l'université de Cologne, en Allemagne. Désigné membre correspondant de l'Académie hongroise des Sciences en 2001, il en devient membre à part entière en 2013.
Marié à Erzsébet Nagy de 1966 à la mort de celle-ci, en 2015, László Sólyom a deux enfants et onze petits-enfants.

### Président de la République
Le président sortant Ferenc Mádl décide ne pas se représenter à la tête de l'État hongrois. László Sólyom est pressenti pour lui succéder à la présidence de la République à l'occasion du scrutin du 6 juin 2005. Désigné candidat par le Fidesz et le KDNP, il n'obtient pas l'appui des socialistes, qui investissent, Katalin Szili. Les équilibres politiques de l'Assemblée nationale étant fragiles, l'élection présidentielle s'annonce difficile et incertaine.
Au premier tour, László Sólyom n'obtient que 13 voix contre 183 pour son adversaire, qui manque toutefois d'être élue. Le deuxième tour de scrutin est nettement plus serré, le candidat de l'opposition rassemblant sur son nom 185 voix, soit sept de plus que Szili, finalement vaincue de trois voix seulement le lendemain, à l'issue du troisième tour, par 185 voix à Sólyom contre 182 à Szili. C'est l'élection présidentielle la plus serrée de l'histoire de la Hongrie. C'est l'Alliance des démocrates libres qui, ne voulant pas de l'élection de Katalin Szili, fait basculer l'élection en faveur du juriste.